# Mario Mazzoleni
Mario Mazzoleni (Bergamo, 1º agosto 1971) è un ex arbitro di calcio italiano.

## Biografia
È un ex arbitro di calcio italiano. Nato a Bergamo, risiede a Zanica dove gestisce una società che si occupa di mostre d'arte contemporanea in Italia. È stato arbitro di Serie A fino al 2006 dirigendo quasi 200 partite nelle serie professionistiche in Italia e all’estero. Premiato come miglior arbitro emergente nel 2000. È anche un opinionista sportivo a Sportitalia e Seilatv dove commenta partite di calcio della Serie A italiana. È stato opinionista per la trasmissione Qui studio a voi stadio, in onda su Telelombardia e Antennatre.
È fratello di Paolo Silvio Mazzoleni, anch'egli arbitro di calcio. 
Ha curato la prefazione del libro di Davide Bettinelli dal titolo "La mirafiori. Una storia di calcio".

### Carriera arbitrale
Ha esordito in Serie A il 22 settembre 2004 nella partita Reggina-Livorno. È stato dismesso dalla CAN A e B al termine della stagione 2005-2006. Secondo quanto riportato da Mazzoleni in un'intervista a Striscia la notizia, la sua dismissione sarebbe stata causata dalle lamentele di Claudio Lotito, presidente della Lazio, a seguito di un discusso arbitraggio nella partita Lazio-Cagliari.
Ha diretto in carriera 6 partite nella massima serie e 32 in serie B.